# E-Prix de Ciudad de México de 2018
El e-Prix de Ciudad de México de 2018 (oficialmente, ABB FIA Formula E Mexico City e-Prix 2018) fue una carrera de monoplazas eléctricos del campeonato de la FIA de Fórmula E que transcurrió el 3 de marzo de 2018 en el Autódromo Hermanos Rodríguez en la Ciudad de México, México.

## Entrenamientos libres
Todos los horarios corresponden al huso horario local (UTC-6).

### Primeros libres
| Hora de inicio 8:00 - Hora de finalización 8:45 |     |                  |                           |          |            |         |
| Pos.                                            | N.º | Piloto           | Equipo                    | Tiempo   | Diferencia | Vueltas |
| 1                                               | 1   | Lucas Di Grassi  | Audi Sport ABT Schaeffler | 1:01.158 | —          | 28      |
| 2                                               | 4   | Edoardo Mortara  | Venturi Formula E Team    | 1:01.520 | +0.362     | 36      |
| 3                                               | 25  | Jean-Éric Vergne | Techeetah                 | 1:01.630 | +0.472     | 31      |
| 4                                               | 20  | Mitch Evans      | Panasonic Jaguar Racing   | 1:01.827 | +0.669     | 27      |
| 5                                               | 36  | Alex Lynn        | DS Virgin Racing          | 1:01.849 | +0.691     | 26      |
| Fuente:fiaformulae.com                          |     |                  |                           |          |            |         |

### Segundos libres
| Hora de inicio 10:30 - Hora de finalización 11:00 |     |                  |                           |          |            |         |
| Pos.                                              | N.º | Piloto           | Equipo                    | Tiempo   | Diferencia | Vueltas |
| 1                                                 | 1   | Lucas Di Grassi  | Audi Sport ABT Schaeffler | 1:01.203 | —          | 17      |
| 2                                                 | 19  | Felix Rosenqvist | Mahindra Racing           | 1:01.442 | +0.239     | 18      |
| 3                                                 | 20  | Mitch Evans      | Panasonic Jaguar Racing   | 1:01.506 | +0.303     | 14      |
| 4                                                 | 23  | Nick Heidfeld    | Mahindra Racing           | 1:01.531 | +0.328     | 11      |
| 5                                                 | 36  | Alex Lynn        | DS Virgin Racing          | 1:01.581 | +0.378     | 10      |
| Fuente:fiaformulae.com                            |     |                  |                           |          |            |         |

## Clasificación
Todos los horarios corresponden al huso horario local (UTC-6).

### Resultados
| Hora de inicio 12:00 - Hora de finalización 12:45 |     |                        |                           |          |            |    |
| Pos.                                              | N.º | Piloto                 | Equipo                    | Tiempo   | Diferencia | P. |
| 1                                                 | 9   | Sébastien Buemi        | Renault e.dams            | 1:01.668 | —          | SP |
| 2                                                 | 19  | Felix Rosenqvist       | Mahindra Racing           | 1:01.676 | +0.008     | SP |
| 3                                                 | 28  | António Félix da Costa | MS&AD Andretti Formula E  | 1:01.772 | +0.104     | SP |
| 4                                                 | 16  | Oliver Turvey          | NIO Formula E Team        | 1:01.777 | +0.109     | SP |
| 5                                                 | 36  | Alex Lynn              | DS Virgin Racing          | 1:01.830 | +0.162     | SP |
| 6                                                 | 66  | Daniel Abt             | Audi Sport ABT Schaeffler | 1:01.885 | +0.217     | 5  |
| 7                                                 | 25  | Jean-Éric Vergne       | Techeetah                 | 1:01.962 | +0.294     | 6  |
| 8                                                 | 3   | Nelson Piquet Jr.      | Panasonic Jaguar Racing   | 1:01.964 | +0.296     | 7  |
| 9                                                 | 2   | Sam Bird               | DS Virgin Racing          | 1:02.007 | +0.339     | 19 |
| 10                                                | 23  | Nick Heidfeld          | Mahindra Racing           | 1:02.023 | +0.355     | 8  |
| 11                                                | 18  | André Lotterer         | Techeetah                 | 1:02.057 | +0.389     | 9  |
| 12                                                | 1   | Lucas Di Grassi        | Audi Sport ABT Schaeffler | 1:02.079 | +0.411     | 20 |
| 13                                                | 5   | Maro Engel             | Venturi Formula E Team    | 1:02.091 | +0.423     | 11 |
| 14                                                | 20  | Mitch Evans            | Panasonic Jaguar Racing   | 1:02.135 | +0.467     | 12 |
| 15                                                | 6   | José María López       | Dragon Racing             | 1:02.264 | +0.596     | 13 |
| 16                                                | 7   | Jérôme d'Ambrosio      | Dragon Racing             | 1:02.360 | +0.692     | 14 |
| 17                                                | 8   | Nicolas Prost          | Renault e.dams            | 1:02.377 | 0.709      | 15 |
| 18                                                | 27  | Tom Blomqvist          | MS&AD Andretti Formula E  | 1:02.443 | +0.775     | 16 |
| 19                                                | 68  | Luca Filippi           | NIO Formula E Team        | 1:02.508 | +0.840     | 17 |
| 20                                                | 4   | Edoardo Mortara        | Venturi Formula E Team    | 1:03.416 | +1.748     | 18 |
| Fuente:fiaformulae.com                            |     |                        |                           |          |            |    |

Notas:
1. ↑  «Formula E, CDMX y OMDAI FIA México presentan el México City E-Prix 2018». CARMANÍA. 26 de enero de 2018. Archivado desde el original el 31 de julio de 2020. Consultado el 27 de febrero de 2018.
2. 1 2 3  MOTORLAT. «Horarios E-Prix Mexico». MOTORLAT. Consultado el 27 de febrero de 2018.
3. 1 2 3  «Race Results – Formula E». www.fiaformulae.com (en inglés). Archivado desde el original el 8 de octubre de 2018. Consultado el 3 de marzo de 2018.
4. 1 2 3 4 5  Las primeras 5 posiciones de la parrilla van a ser determinadas por una Super Pole.
5. ↑  Fue sancionado con 10 puestos en la grilla de largada por cambiar la caja de cambios.
6. ↑  Fue sancionado con 10 puestos en la grilla de largada por cambio de inversor.

### Super Pole
| Hora de inicio 12:45 - Hora de finalización 13:00 |     |                        |                          |             |             |    |
| Pos.                                              | N.º | Piloto                 | Equipo                   | Tiempo      | Diferencia  | P. |
| 1                                                 | 19  | Felix Rosenqvist       | Mahindra Racing          | 1:01.645    | —           | 1  |
| 2                                                 | 36  | Alex Lynn              | DS Virgin Racing         | 1:02.014    | +0.369      | 10 |
| 3                                                 | 16  | Oliver Turvey          | NIO Formula E Team       | 1:02.172    | +0.527      | 2  |
| 4                                                 | 9   | Sébastien Buemi        | Renault e.dams           | 1:02.510    | +0.865      | 3  |
| 5                                                 | 28  | António Félix da Costa | MS&AD Andretti Formula E | Sin tiempos | Sin tiempos | 4  |
| Fuente:fiaformulae.com                            |     |                        |                          |             |             |    |

Notas:
1. ↑  Fue sancionado con 10 puestos en la grilla de largada por cambiar la caja de cambios.

## Carrera
Todos los horarios corresponden al huso horario local (UTC-6).
| Hora de inicio 16:00   |     |                        |                           |       |                  |    |        |
| Pos.                   | N.º | Piloto                 | Equipo                    | Vtas. | Tiempo/Retirado  | P. | Puntos |
| 1                      | 66  | Daniel Abt             | Audi Sport ABT Schaeffler | 47    | 50:45.164        | 5  | 25     |
| 2                      | 16  | Oliver Turvey          | NIO Formula E Team        | 47    | +6.398           | 2  | 18     |
| 3                      | 9   | Sébastien Buemi        | Renault e.dams            | 47    | +6.615           | 3  | 15     |
| 4                      | 3   | Nelson Piquet Jr.      | Panasonic Jaguar Racing   | 47    | +7.015           | 7  | 12     |
| 5                      | 25  | Jean-Éric Vergne       | Techeetah                 | 47    | +7.546           | 6  | 10     |
| 6                      | 20  | Mitch Evans            | Panasonic Jaguar Racing   | 47    | +9.050           | 12 | 8      |
| 7                      | 28  | António Félix da Costa | MS&AD Andretti Formula E  | 47    | +17.157          | 4  | 6      |
| 8                      | 4   | Edoardo Mortara        | Venturi Formula E Team    | 47    | +26.511          | 18 | 4      |
| 9                      | 1   | Lucas Di Grassi        | Audi Sport ABT Schaeffler | 47    | +29.208          | 20 | 3      |
| 10                     | 36  | Alex Lynn              | DS Virgin Racing          | 47    | +29.515          | 10 | 1      |
| 11                     | 7   | Jérôme d'Ambrosio      | Dragon Racing             | 47    | +30.418          | 14 |        |
| 12                     | 6   | José María López       | Dragon Racing             | 47    | +31.859          | 13 |        |
| 13                     | 18  | André Lotterer         | Techeetah                 | 47    | +36.206          | 9  |        |
| 14                     | 68  | Luca Filippi           | NIO Formula E Team        | 47    | +38.336          | 17 |        |
| 15                     | 27  | Tom Blomqvist          | MS&AD Andretti Formula E  | 47    | +38.592          | 16 |        |
| 16                     | 5   | Maro Engel             | Venturi Formula E Team    | 47    | +44.689          | 11 |        |
| 17                     | 2   | Sam Bird               | DS Virgin Racing          | 47    | +44.982          | 19 |        |
| Ret                    | 8   | Nicolas Prost          | Renault e.dams            | 36    | Suspensión       | 15 |        |
| Ret                    | 19  | Felix Rosenqvist       | Mahindra Racing           | 34    | Energía          | 1  | 3      |
| Ret                    | 23  | Nick Heidfeld          | Mahindra Racing           | 27    | Bomba hidráulica | 8  |        |
| Fuente:fiaformulae.com |     |                        |                           |       |                  |    |        |

Notas:
1. ↑  Un punto adicional para el que marcó la vuelta rápida en carrera. (Lucas Di Grassi)
2. ↑  Tres puntos adicionales para el que marco la pole position. (Felix Rosenqvist)